# Titulus pictus

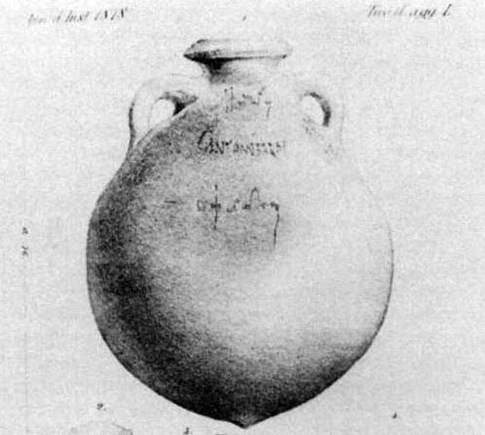
Um ânfora Dressel 20 com exemplos de tituli piti encontrada no monte Testácio.

Titulus pictus é um tipo de inscrição usada na antiguidade. Trata-se de uma epígrafe de caráter comercial (podendo especificar a origem, destinatário, conteúdo, etc.) levada a cabo sobre algum objeto, frequentemente ânforas.
Os tituli picti eram grafados ante coctionem (ou seja, antes do forneado da cerâmica), pressionando com uma estampa sobre a argila fresca. São frequentes estas inscrições nos recipientes de comércio da época romana.
Para além das cunhas, na pasta mole da cerâmica, também poderiam ser feitas marcas com a pasta seca, riscando-a com auxílio de um objecto afiado. Outra forma comum consiste na inscrição com recurso a tintas, negras ou vermelhas.